# فرايتسايت ريفيو
مجلة فريزيت ريفيو Freizeit Revue (والتي تعني مجلة وقت الترفيه) هي مجلة أسبوعية ترفيهية نسائية تصدر باللغة الألمانية في أوفنبرغ بألمانيا.

## تاريخ المجلة وملفها الشخصي
تأسست مجلة وقت الترفيه Freizeit Revue في عام 1970. تعتبر المجلة جزء من محموعة هوبرت بوردا للإعلام تقوم شركة بوردا سيناتور فيرلاغ، وهي شركة تابعة للمجموعة، بنشر المجلة أسبوعيًا يوم الخميس.
يقع مقر مجلة وقت الترفيه Freizeit Revue في أوفنبرغ. وعلى الرغم من أن الرجال يقرؤون المجلة، إلا أنها تستهدف النساء فوق سن الأربعين. تُقدم المجلة مقابلات مع مشاهير ومقالات عن الصحة والسفر والموضة.

## تداول المجلة
تم توزيع 1,060,297 نسخة مجانية منمجلة وقت الترفيه Freizeit Revue خلال الربع الأخير من عام 2000 ، مما يجعلها ثالث مجلة ألمانية من حيث المبيعات. أصبحت المجلة في عام 2001 في المرتبة السادسة عشر لأكثر المجلات النسائية مبيعًا حول العالم مع توزيع 1,060,000 نسخة. بلغ متوسط توزيع المجلة 1.028.000 نسخة في عام 2003. بينما بلغ في الربع الأخير من عام 2006 حوالي 1,009,800 نسخة. كما بلغ إجمالي تداول المجلة 1,046,000 نسخة لعام 2006. وُزع حوالي 1,011,197 نسخة في عام 2010، مما يجعلها ثاني أكثر مجلة أسبوعية من حيث المبيعات بعد مجلة صورة المرأة Bild der Frau في أوروبا.

## روابط خارجية
- Official website